# Никвистов критеријум стабилности
Никвистов (или Најквистов) критеријум стабилности се заснива на коришћењу учестаносне карактеристике отвореног кола Fok(jω) и примењује се само на системе са негативном повратном спрегом - САР (Систем аутоматског регулисања) или КСАУ (Комбиновани систем аутоматског управљања).
Преносна функција отвореног кола је:
{\displaystyle W_{ok}(s)=W_{R}(s)W_{O}(s)}
Његова учестаносна карактеристика је:
Fok(jω)=FR(jω)FO(jω)
Примена Никвистовог критеријума се заснива на анализи ходографа учестаносне карактеристике отвореног кола Fok(jω). На бази те анализе доносе се закључци о стабилности затвореног кола.
Основна предност овог критеријума је што се он може користити када математички модел система није познат. Тада може експериментално да се одреди учестаносна карактеристика отвореног кола. Предуслов за експериментално одређивање Fok(jω) је стабилност отвореног кола. У општем случају отворено коло може да буде и нестабилно, али то само значи да није могуће експериментално одредити учестаносну карактеристику тог отвореног кола.

## Посебан Никвистов критеријум
Овај критеријум се примењује на затворене системе аутоматског управљања чије је отворено коло стабилно.

Теорема: Ако је отворено коло система аутоатског регулисања стабилно онда је за стабилност целог система аутоматског регулисања потребно и довољно да део ходографа учестаносне карактеристике Fok(jω) при промени ω од ω=0 до ω=+∞ нити обухвата тачку (-1, ј0) нити прође кроз њу.